# Zink-Protoporphyrin
Zink-Protoporphyrin (ZPP) ist eine chemische Substanz aus der Gruppe der Porphyrine. Sie entsteht, wenn anstelle eines zweiwertigen Eisen-Ions (Fe2+) ein zweiwertiges Zink-Ion (Zn2+) in Protoporphyrin IX eingebaut wird. Dies ist verstärkt bei Eisenmangelanämie und auch bei Bleivergiftung der Fall. Blei hemmt das Enzym Ferrochelatase, das den Einbau von Eisen in das Häm-Gerüst katalysiert. Als Folge dessen kommt es zum verstärkten Einbau von Zink anstelle von Eisen. Eine Erhöhung findet sich auch bei der genetischen Erkrankung Erythropoetische Protoporphyrie (EPP), besonders bei deren X-chromosomaler Form, bei der massive Akkumulationen vorkommen können.
Zink-Protoporphyrin ist stark fluoreszierend und kann daher fluoreszenzoptisch quantitativ bestimmt werden.